# Mark Pivarunas

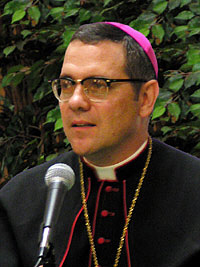
Mark Pivarunas

Mark Anthony Pivarunas (* 31. Oktober 1958 in Chicago) ist Bischof und Generaloberer der vom Vatikan unabhängigen altritualistischen Congregation of Mary Immaculate Queen (Congregatio Mariae Reginae Immaculatae, CMRI) und eine führende Gestalt des Sedisvakantismus in den USA.
Pivarunas trat 1974 in die CMRI ein. 1984 gehörte er zu jener Fraktion der Kongregation, die den bisherigen Generaloberen, Bischof Francis Schuckardt, aus Amt und Kongregation verdrängten. Am 23. April 1985 ließ er sich durch den unabhängigen katholischen Bischof George Musey zum Priester weihen. 1989 wurde er zum Generaloberen der CMRI gewählt und am 24. September 1991 auf Mount Saint Michael in Spokane, Washington, durch den sedisvakantistischen Bischof Moisés Carmona aus Mexiko zum Bischof geweiht.
Pivarunas residiert in Omaha, Nebraska und leitet dort das Mater-Dei-Seminar seiner Kongregation. Er hat seinerseits bisher zwei Bischöfe ordiniert, 1993 den Amerikaner Daniel Dolan und 1999 den Mexikaner Martín Dávila Gándara.
Im Deutschland arbeitet Privarunas mit dem Arbeitskreis katholischer Glaube zusammen: Er kommt zur Spendung der Firmung und weiht deutsche Neupriester, die in seinem Seminar studieren.

## Einzelbelege
1. ↑   http://www.arbeitskreis-katholischer-glaube.com/texte/uebersicht/katholische_bischoefe.htm
2. ↑   Vgl. Jochen Schmitt: Hart im Inhalt, moderat im Ton, Junge Freiheit, 14. Juli 2006.